# لوسینیانو
لوسینیانو (به ایتالیایی: Lucignano) یک منطقهٔ مسکونی در ایتالیا است که در استان آرتزو واقع شده‌است.

## خصوصیات
لوسینیانو ۴۴٫۹ کیلومترمربع مساحت و ۳٬۴۸۳ نفر جمعیت دارد و ۴۰۰ متر بالاتر از سطح دریا واقع شده‌است.